# عين جويق
عين جويق هي قرية لبنانية من قرى قضاء عاليه في محافظة جبل لبنان.